# Naegleria fowleri
Naegleria fowleri ist ein amöbenähnlicher Rhizopode (Wurzelfüßer), der als fakultativer (nicht auf einen Wirt angewiesener) Parasit den Menschen befallen kann. In manchen Medien wird die Art auch „hirnfressende Amöbe“ genannt.

## Merkmale
Als Trophozoit hat Naegleria Ähnlichkeit mit Amöben, da sie sich mit Pseudopodien (Scheinfüßchen) fortbewegt. Fällt jedoch der Elektrolytwert der Umgebung, so bildet die Zelle Geißeln aus, mit denen sie aus dem ungünstigen Milieu fliehen kann. Der Trophozoit hat eine Größe von bis zu 30 Mikrometer, seine Cysten nur bis 15 Mikrometer.

## Lebenszyklus

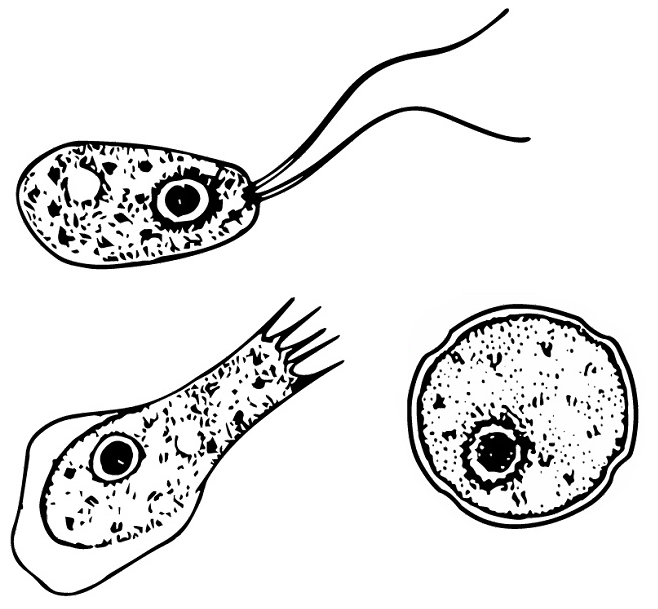
Stadien von Naegleria fowleri

Naegleria fowleri bildet Kolonien aus, in denen mehrere Hundert Trophozoiten zusammen leben. Sie ernähren sich hauptsächlich von Bakterien und Detritus (abgestorbenen Pflanzen).

## Verbreitung
Naegleria fowleri ist auf der ganzen Welt verbreitet, mit Schwerpunkten in Australien, USA und Frankreich. Da N. fowleri auf Feuchtigkeit angewiesen ist, kommt sie vor allem im feuchten Erdreich und in stehenden Gewässern vor. Sie kann sich optimal in warmen Gewässern ausbreiten und bildet dort kleinere Kolonien. Ihr Vorkommen ist daher meist auf Schwimmbäder, Badeseen und Industrieabwässer beschränkt.

## Pathogenität

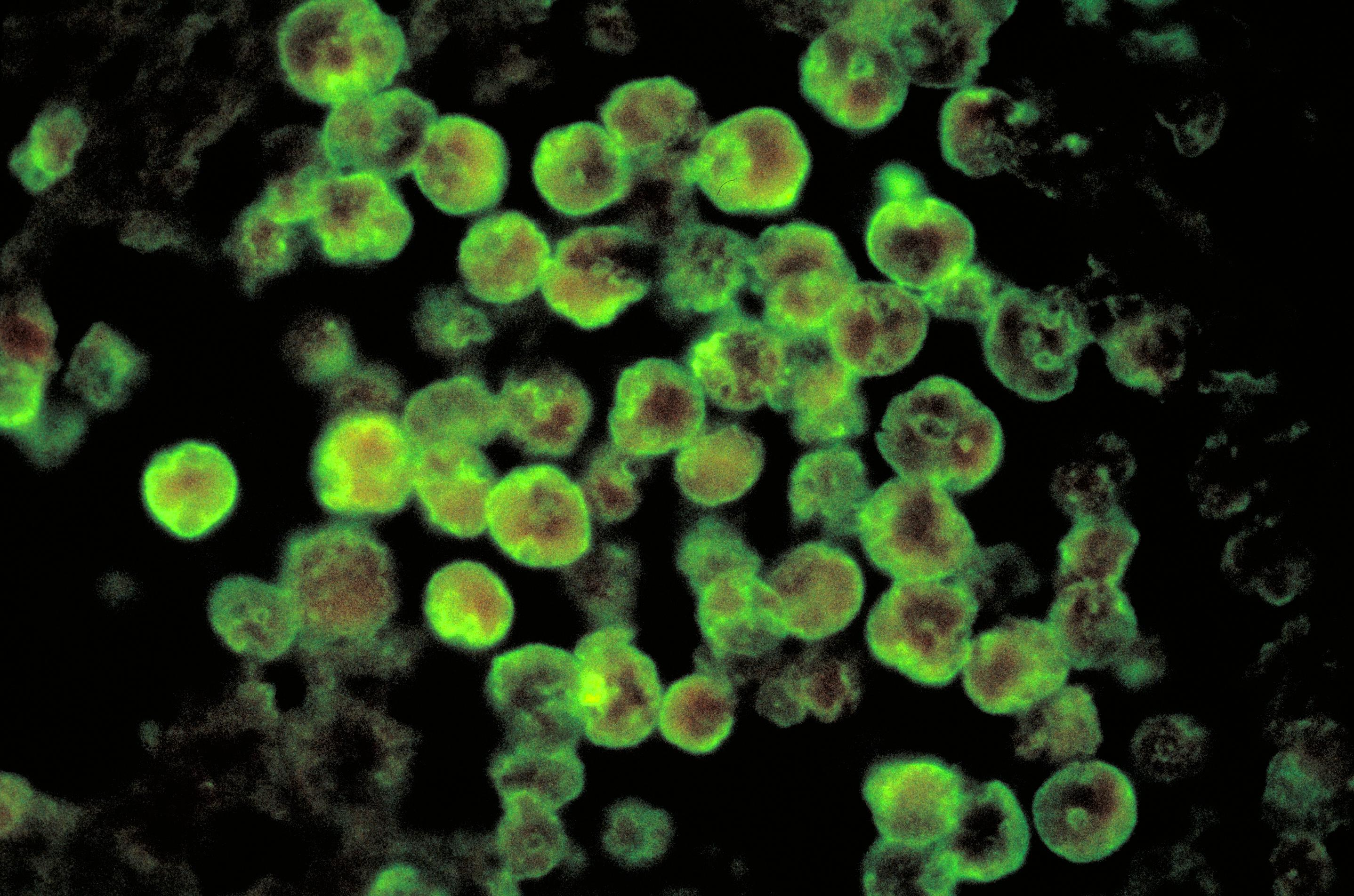
Histopathologie der Amöben-Meningoenzephalitis.

Wenn Trophozoiten, etwa beim Schwimmen, in die Nase eines Menschen gelangen, können sie entlang des Riechnervs ins Gehirn vordringen und dort eine eitrige Hirnhautentzündung hervorrufen, die Primäre Amöben-Meningoenzephalitis (PAME), auch als Naegleriasis beziehungsweise Schwimmbadamöbose bezeichnet. Davon sind vorwiegend Kinder und junge Erwachsene betroffen. PAME kann innerhalb von drei bis sieben, spätestens nach 14 Tagen nach der Infektion plötzlich ausbrechen. Nach massivem Auftreten von Fieber, Übelkeit, Erbrechen, Kopfschmerzen und Nackensteifheit kommt es zu einer pyogenen Meningoenzephalitis, gefolgt von Koma und dem Tod innerhalb einer Woche. Nur in wenigen Fällen konnte eine frühzeitige Behandlung den Tod verhindern. Die CDC empfehlen, Infizierte mit dem Wirkstoff Miltefosin zu behandeln. Zur Behandlung von Infektionen mit weiteren Naegleria-Arten steht auch Amphotericin B, ggf. in Kombination mit Rifampicin, zur Verfügung.
Von 1962 bis 2024 wurden in den USA 167 Infektionsfälle bekannt, von denen nur vier überlebten.
Beispiele:
- 2011 wurde in Louisiana von zwei Todesfällen nach Nasenspülungen mit Leitungswasser berichtet.[7]
- 2012 starben in Karatschi (Pakistan) innerhalb von sechs Monaten neun Männer und ein vierjähriges Kind an einer Infektion mit Naegleria fowleri; der Infektionsweg wurde nicht eindeutig geklärt, z. B. hatte nur einer der Betroffenen vorher in einem Gewässer gebadet, jedoch hatten mehrere Betroffene Nasenspülungen durchgeführt.[8][9]
- 2015 wurde der Fall einer 21-jährigen Frau vom Northern Inyo Hospital, Bishop, gemeldet.[10]
- Am 19. Juni 2016 starb eine 18-jährige Frau in Charlotte (North Carolina) in den USA nach einer Bootskenterung im Rahmen einer Rafting-Tour im Whitewater River (Keowee River) an den Folgen der Infektion.[11]
- Am 21. September 2018 wurde der Fall eines US-Amerikaners berichtet, der vor seinem Tod eine Surf- und Wasserskianlage besucht hatte und sich dadurch mit Naegleria fowleri infiziert haben soll.[12]
- Im Juli 2019 erkrankte und starb ein Schwimmer, nachdem er im Fantasy Lake Water Park in Cumberland County (North Carolina) geschwommen war.[5]
- Im September 2019 starb ein zehnjähriges Mädchen in Texas, nachdem es gut eine Woche zuvor im Brazos River bzw. Lake Whitney geschwommen war.[13][14]
- Im August 2020 starb ein dreizehnjähriger Junge in Nord-Florida, nachdem er einige Tage zuvor in einem Badesee schwimmen war.[15]
- Am 27. September 2020 wurden die Einwohner der Kleinstadt Lake Jackson (Texas) vor der Verwendung von nicht abgekochtem Leitungswasser gewarnt, da Naegleria fowleri im Wasser gefunden worden sei.[16]
- Im Juli 2022 starb ein Mann aus Missouri, nachdem er im See des Lake of Three Fires State Park in Taylor County (Iowa) gebadet hatte.[17]
- Im August 2022 starb ein Kind, nachdem es im Elkhorn River in Nebraska geschwommen war.[18]
- Im März 2023 starb ein Einwohner in Florida nach einer Nasenspülung mit Leitungswasser.[19]
- Im Juli 2023 starb ein Mann in Pakistan nach dem Schwimmen in einem Pool.[20]
- Im Juli 2023 starb ein zweijähriges Kind aus Las Vegas, nachdem es sich mit der Amöbe beim Besuch von natürlichen heißen Quellen in Nevada infiziert hatte.[21]
- 2024 starb eine 71-jährige Frau aus Texas nach einer Nasenspülung mit kontaminiertem Wasser aus dem Tank eines Wohnmobils.[22]
- Im Juni 2025 starb ein elfjähriger Junge in der Slowakei an den Folgen der Infektion einige Tage nach dem Badebesuch bei einem Schwimmkurs.[23]

In Endemiegebieten sind bei vielen Jugendlichen spezifische Antikörpertiter nachweisbar, was vermutlich der Grund dafür ist, dass viele Naegleria-Infektionen symptomlos verlaufen.
Eine Vorbeugung kann durch Desinfektion von Schwimmbädern und Meidung von Abwässern und Flachwässern vor allem in wärmeren Gebieten erfolgen. Auch Nasenklammern beim Schwimmen können einer Infektion vorbeugen. Es gibt keine gesetzlichen Regelungen (wie Meldepflicht) für diese Krankheit. Die Diagnose kann durch Nachweis schnell beweglicher Amöben im Liquor erfolgen.

## Infektionswege und Prävention

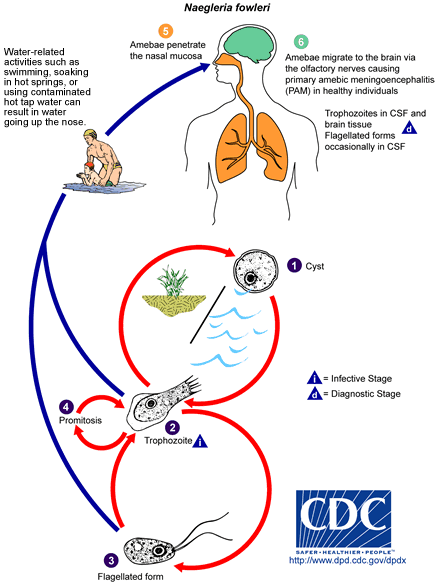
Beispiele für potenzielle Infektionswege, die vermieden werden sollten, Grafik der Centers for Disease Control and Prevention.

Als empfohlene Maßnahme zur Prävention gelten all jene Schritte, die dazu führen, dass die Infektion vermieden wird. Hierzu empfiehlt es sich, den Aufenthalt in nicht regelmäßig gesäuberten Gewässern sowie Nasenduschen mit verunreinigtem Wasser zu vermeiden.

## Gegenspieler
In der Kläranlage in Klosterneuburg (NÖ) bei Wien fanden Wissenschaftler der Universität Wien ein Naegleriavirus (NiV) genanntes Riesenvirus aus der Mimiviridae-Unterfamilie Klosneuvirinae (Klosneuviren), vorgeschlagene Gattung „Catovirus“. NiV-Partikel werden von Naegleria fowleri als vermeintliche Nahrung aufgenommen und können dann die Amöbenzellen binnen Stunden zerstören.